# Dobrina (Žetale)
Dobrina (Duits: Dobrin) is een plaats in Slovenië en maakt deel uit van de gemeente Žetale in de NUTS-3-regio Podravska. De plaats telde 247 inwoners op 1 januari 2020.

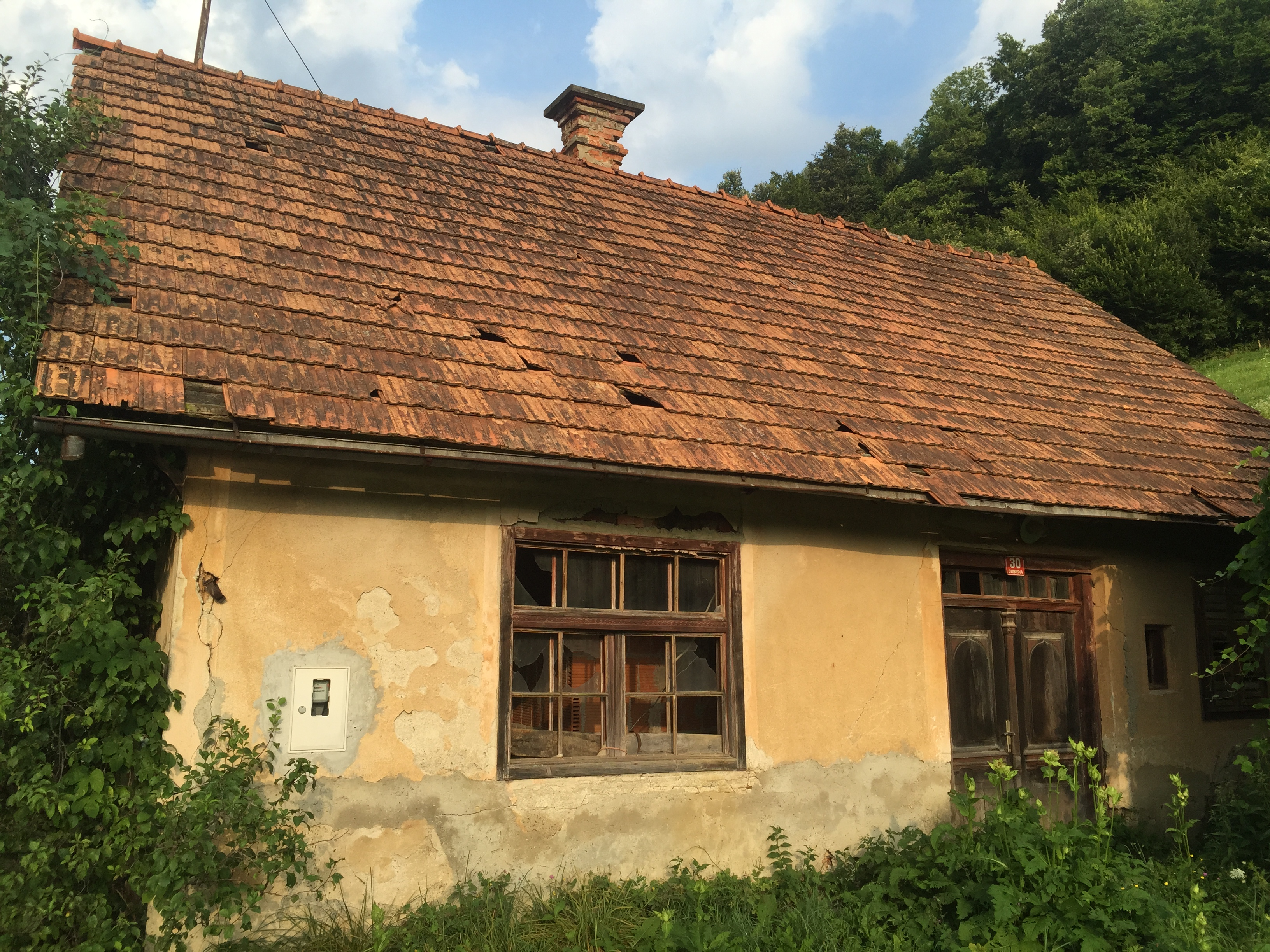
Huis